# Freshmart
Freshmart (stylisé freshmart) est une chaîne de supermarchés basée en Ontario, au Canada. Il s'agit d'une unité de Loblaw Companies Limited, le plus grand distributeur alimentaire au Canada.

## Contexte
Les magasins Freshmart sont généralement exploités par un propriétaire de franchise. Les magasins sont généralement situés dans des communautés rurales.